# Leptostylus scudderi
Leptostylus scudderi är en skalbaggsart som beskrevs av Henry Frederick Wickham 1914. Leptostylus scudderi ingår i släktet Leptostylus och familjen långhorningar. Inga underarter finns listade i Catalogue of Life.